# Filtrování zpráv
Filtrování zpráv je proces zpracování e-mailových zpráv za účelem jejich organizace dle zadaných kritérií. Nejčastěji se jedná o automatické zpracování příchozích zpráv, ale termín se vztahuje i na zákrok člověka spolu s anti-spamovými technikami stejně jako na odchozí e-maily.
Vstupem softwaru pro filtrování zpráv je e-mail. Software poté buď doručí zprávu do uživatelovy schránky nezměněnou, přesměruje zprávu na jiné místo nebo dokonce e-mail zahodí. Některé filtry jsou schopny během zpracování zprávu i upravit.

## Historie filtrování

### Počátky ručního filtrování
Na počátku e-mailové komunikace bylo filtrování zpráv především manuálním procesem. Uživatelé vytvářeli složky a ručně přesouvali e-maily podle odesílatele, předmětu nebo obsahu zprávy. První e-mailoví klienti, jako Eudora nebo Lotus Notes, nabízeli pouze základní funkcionality pro organizaci pošty, ale neumožňovali automatické třídění v rámci procesu.

### Automatizace a algoritmy
S rapidním nárůstem objemu elektronické pošty a rozvojem internetu se objevila potřeba efektivnějších nástrojů pro organizaci a filtraci zpráv. V 90. letech byly vyvinuty první filtrační systémy, které pracovaly na základě jednoduchých pravidel, jako je blokování zpráv od konkrétních odesílatelů nebo identifikace klíčových slov. Tato pravidla umožnila základní automatické třídění e-mailů a filtrování spamu, kde i přesto byla omezena svou statickou povahou.

### Využití strojového učení
V roce 1998 došlo k posunu ve filtraci spamu pomocí bayesovskému modelu, který představili Sahami a jeho tým. Tento model uplatnil pravděpodobnostní analýzu obsahu e-mailů a prokázal vysokou účinnost v automatickém třídění zpráv. Jeho úspěch inspiroval další výzkum a rozvoj pokročilých algoritmů a technologií zaměřených na zlepšení klasifikace e-mailů.
V následujících letech byly vyvinuty pokročilejší algoritmy, jako jsou Support Vector Machines (SVM) a neuronové sítě, které umožnily přesnější klasifikaci e-mailů. Tyto technologie se staly základem moderních e-mailových klientů a služeb, které dnes využívají pokročilé techniky strojového učení pro automatické třídění, dále detekci spamu a phishingu.

## Důvod filtrování zpráv
Obvyklé využití e-mailových filtrů spočívá v organizaci příchozích e-mailů a odstraňování spamů a počítačových virů. Občas se využívá i k vyšetřování odchozích e-mailů v některých společnostech, aby bylo zajištěno, že zaměstnanci splňují příslušné povinnosti. Uživatelé mohou také využít e-mailového filtru pro upřednostnění zpráv a zařazení zpráv do složek podle předmětu nebo jiných kritérií.
Zde jsou uvedeny výhody a nevýhody filtrování zpráv, které mohou tento proces zlepšit nebo ovlivnit a přinést určité výzvy:
Úspora času a zlepšení organizace
Filtrování zpráv přináší efektivní organizaci doručené pošty a šetří uživatelům jejich čas. Filtry a štítky zajišťují, že důležité e-maily jsou okamžitě přístupné bez provedení manuálního vyhledávání.
Snížení rizika ztráty důležitých zpráv
Filtrování zpráv napomáhá snižovat riziko, že by uživatel mohl přehlédnout důležité zprávy, které jsou tříděny jako hlavní.
Možnost nesprávného zařazení
Existuje riziko, že významné zprávy mohou být omylem zařazeny mezi spam nebo do nesprávné složky, což může vést k jejich vynechání.
Náročnost na správu pravidel a modelů
Správa pravidel může být pro uživatele složitá, zejména pokud mají nastaveno více filtrů. Kromě toho mohou algoritmy strojového učení požadovat velké množství tréninkových dat a pravidelnou údržbu.

## Metody a e-mailoví klienti
E-mailové filtry mohou být nainstalovány uživatelem buď jako oddělené programy nebo jako část jejich e-mailových klientů. V e-mailových klientech si mohou uživatelé „ručně“ vytvořit filtry, které potom automaticky filtrují zprávy dle zadaných kritérií. Většina e-mailových klientů má také automatický spamový filtr. Poskytovatelé internetového připojení mohou také mít nainstalované e-mailové filtry v jejich programech pro přenos e-mailů jako službu pro všechny své zákazníky. Vzhledem k rostoucímu počtu podvodných webových sítí poskytovatelé filtrují URL v e-mailových zprávách k odstranění nebezpečných odkazů dříve, než na ně uživatelé kliknou. Společnosti často používají filtry, aby ochránili zaměstnance a jejich informační technologie.
Mezi nejznámější e-mailové klienty a služby, které automatické třídění nabízejí, patří:
- Microsoft Outlook: Umožňuje vytváření pravidel pro automatický přesun zpráv do určených složek na základě kritérií, jako je odesílatel, předmět nebo klíčová slova.[9]
- Gmail: Nabízí filtry a štítky pro uspořádání e-mailů, včetně automatického třídění zpráv do kategorií, jako jsou Primární, Sociální a Promo akce.[10][11]
- Yahoo Mail: Poskytuje možnost nastavení filtrů pro automatické třídění zpráv do konkrétních složek na základě nastavených pravidel.[12][13]
- Apple Mail: Podporuje vytváření pravidel pro automatické zpracování a třídění příchozích e-mailů do složek nebo jejich označování pomocí štítků.[14]
- Email.cz:  Poskytuje možnost nastavení filtrů pro automatické třídění zpráv do konkrétních složek na základě nastavených pravidel.[15]

## Příchozí a odchozí filtrování
E-mailové filtry mohou zpracovávat příchozí a odchozí e-mailový provoz. Filtrování příchozích e-mailů zahrnuje prověřování zpráv z internetu adresovaných chráněným uživatelům nebo legální ukládání dat za účelem analýzy či evidence. Filtrování odchozích e-mailů zahrnuje opak – prozkoumávání e-mailových zpráv lokálních uživatelů předtím, než mohou být potenciálně škodlivé zprávy odeslaný ostatním uživatelům internetu. 
Jedna z metod filtrování odchozích e-mailů běžně používána poskytovateli internetu je Transparent SMTP proxy, ve které je e-mailový provoz zadržen a filtrován skrze transparentní proxy uvnitř sítě. Odchozí filtrování má také uplatnění na e-mailovém serveru. Mnoho společností používá technologii pro prevenci úniku dat v jejich e-mailových serverech pro odchozí poštu k předejití úniku citlivých informací skrze e-mail.

## Úprava dle požadavků
E-mailové filtry mají různé stupně konfigurovatelnosti. Někdy se rozhodují na základě regulárních výrazů. V jiných případech jsou používána klíčová slova v těle zprávy nebo třeba e-mailové adresy odesílatele zprávy. Některé pokročilejší filtry, částečně anti-spamové filtry, používají techniky pro statistické klasifikace dokumentů jako např. naivní bayesovský klasifikátor. Může být použito i filtrování obrázků, které používá algoritmy komplexní analýzy obrázků pro detekování odstínů pleti a specifických částí těla asociovaných s obrázky pro dospělé (pornografické obrázky).